# Keri-Anne Payne
Keri-Anne Payne (Joanesburgo, 9 de dezembro de 1987) é uma nadadora britânica, medalhista olímpica. 
Sendo especializada em natação de águas abertas e em nado livre de longa distância na piscina, Payne foi a vencedora do Campeonato Mundial de Esportes Aquáticos em 2009 e em 2011, e conquistou a medalha de prata nos Jogos Olímpicos de Verão de 2008.